# Estadi Luigi Ferraris
L'Estadi Luigi Ferraris és un estadi de futbol de la ciutat de Gènova, capital de la Ligúria, Itàlia. Es troba en el suburbi de Marassi de la ciutat. Pren el nom en honor de Luigi Ferraris, jugador del Genoa CFC entre els anys 1907 i 1911. Durant la Primera Guerra Mundial es va allistar com a voluntari, i va arribar fins al grau de tinent. Va morir durant una missió el 1915.
L'estadi actual va ser inaugurat l'any 1933 i fou remodelat per la Copa del Món de Futbol de 1990. L'estadi té una capacitat de 36.599 espectadors i unes dimensions de 105 x 68 metres.
Actualment és la seu habitual del Genoa Cricket and Football Club i del Unione Calcio Sampdoria. També ha estat seu de la selecció italiana de rugbi.

## Història

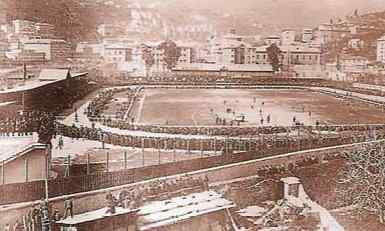
Antic estadi Marassi

L'estadi fou inaugurat el 22 de gener del 1911 amb un partit entre el Genoa CFC i l'Inter de Milà, amb una capacitat de 20.000 espectadors. L'1 de gener del 1933 pren el nom definitiu de "Luigi Ferraris", en honor del capità històric del Gènova FC. En ocasió de la Copa del Món de Futbol de 1990 l'estadi va ser completament reconstruït segons projecte de l'arquitecte Vittorio Gregotti: els treballs van durar dos anys i dos mesos (de juliol del 1987 al setembre del 1989).

## Partits del Mundial de 1934 disputats en el Stadio Luigi Ferraris
Al Luigi Ferraris de Gènova només es va disputar un partit de la primera ronda entre Espanya i el Brasil, sent la seva capacitat ampliada a 30.000 espectadors.